# Bill McCollum
Ira William "Bill" McCollum Jr., född 12 juli 1944 i Brooksville i Florida, är en amerikansk republikansk politiker och advokat. Han var ledamot av USA:s representanthus 1981–2001.
McCollum utexaminerades 1966 från University of Florida och avlade 1968 juristexamen vid samma universitet.
McCollum efterträdde 1981 Richard Kelly som kongressledamot och efterträddes 2001 av Ric Keller.